# Hunter H. Moss
Hunter Holmes Moss Jr., född 26 maj 1874 i Parkersburg i West Virginia, död 15 juli 1916 i Atlantic City i New Jersey, var en amerikansk politiker (republikan). Han var ledamot av USA:s representanthus från 1913 fram till sin död.
Moss efterträdde 1913 John M. Hamilton som kongressledamot och avled 1916 i ämbetet.